# Андерсон, Вальтер Николаевич
Вальтер Николаевич Андерсон (нем. Walter Arthur Alexander Anderson; 10 [22] октября 1885, Минск, Российская империя — 23 августа 1962, Киль, ФРГ) — российский, эстонский и немецкий этнолог и фольклорист.

## Биография
Вальтер Андерсон родился 28 сентября (10 октября) 1885 года в Минске в немецко-балтийской семье (его братьями были статистик Оскар Андерсон и астрофизик Вильгельм Андерсон). Его отец Николай Андерсон (1845—1905): в 1872 году переехал из Дерпта в Минск, где занял место учителя древних языков в местной гимназии; в 1875 году женился; а в 1894 году, после получения степени магистра сравнительного языковедения был приглашён в Казанский университет на должность экстраординарного профессора финно-угорских языков.Вместе с братьями учился в 3-й Казанской гимназии, после окончания которой с золотой медалью, поступил на историко-филологический факультет Казанского университета. Уже в студенческие годы он стал заметной фигурой в научном мире. В 1906 году опубликовал перевод с немецкого языка рукописи Проспера Томаса (Prosper Thomas ) «Путешествие Пр. Томаса от Москвы до Казани в 1842 г.» (Известия Общества археологии, истории и этнографии при имп. Казанском университете. — 1906. — Т. 22. — Вып. 3. — С. 164—184). В следующем году его студенческое сочинение о взаимосвязях античного романа и народной сказки (эта работа стала впоследствии основой исследования «Роман Апулея и народная сказка») было отмечено золотой медалью. В этом же году было напечатано его исследование «Eine Marchenparallele zu Antonius Diogenes» («Одна сказочная параллель к Антонию Диогену»; Philologus. — 1907. — Bd. 66. — S. 606—608). В 1908 году совместно с А. А. Диваевым он написал книгу «Киргизская легенда о ветхозаветном великане Адже» (Казань, 1908); в 1909 — сочинение «Zu Apuleius Novelle vom Tode der Charite» («К новелле Апулея о смерти Харита»; Philologus. — 1909. — Bd. 68. — S. 537—549).
По окончании университета в 1908 году с золотой медалью, он был оставлен при нём для приготовления к профессорскому званию по кафедре истории западноевропейской литературы сроком на два года с прикомандированием к Санкт-Петербургскому университету, где слушал лекции Ф. А. Брауна. После получения в 1911 году степени магистра истории западноевропейской литературы, он был оставлен при университете еще на год (до 1 октября 1912 года) и отправился в Западную Европу для подготовки докторской диссертации. Был зачислен слушателем Берлинского университета и спустя год вернулся в Казань, где получил должность приват-доцента Казанского университета по кафедре истории западноевропейской литературы — с декабря 1912 года читал курс истории западноевропейской литературы и преподавал итальянский язык.
В период с июня 1913 по август 1914 года снова был в научной командировке за границей; слушал лекции выдающихся учёных того времени: Ж. Бедье во Франции, Дж. Питре в Италии, А. Ольрик в Дании, Э. Шмидта, Г. Роетхе, И. Больте и А. Хейслера в Берлине.
Докторскую диссертацию «Император и аббат: история одного народного анекдота» Андерсон защитил 3 февраля 1918 года. В том же году стал профессором Казанского университета, но из-за начавшейся гражданской войны уехал из Казани в занятый немецкими войсками Минск, где на протяжении двух лет был профессором Педагогического университета. В Казани, до своего отъезда он также вёл занятия по истории западноевропейской литературы на Казанских высших женских курсах.
В 1920 году эмигрировал в Эстонию. С 1920 по 1939 год был ординарным профессором по кафедре эстонского и сравнительного фольклора Тартуского университета, где читал свои лекции как на немецком, так и на эстонском языках. Кроме лекций по сравнительному фольклору, он читал часть курса романской и германской филологии, а также преподавал итальянский язык.
Занимался развитием этнографических исследований в странах Балтии. Начиная с 1920 года Андерсон был действительным членом Эстонского учёного общества, а в 1928—1929 годах являлся его президентом; в 1930 году стал почётным членом общества.
В качестве признания его заслуг в 1936 году он стал членом-корреспондентом историко-филологического отделения Прусской академии наук. Он также был членом-корреспондентом Общества финской литературы (с 1926 года). В 1938 году был награждён эстонским орденом Белой звезды 3-го класса.
В связи с ожидаемым после заключения пакта Молотова-Риббентропа включением Эстонии в состав СССР, как и многие другие балтийские немцы, в октябре 1939 года он уехал в Кёнигсберг, где в апреле 1940 года получил должность ординарного профессора в Кёнигсбергском университете. В конце марта 1945 года в связи с наступлением советских войск он вместе с семьёй эвакуировался сначала под Фленсбург, потом в Киль. С декабря 1945 года в качестве приглашённого профессора преподавал  в Кильском университете. В 1953 году вышел на пенсию, но продолжал читать лекции и проводить практические занятия.
Скончался в городе Киль 23 августа 1962 года от травм, полученных в ДТП.
Кроме Эстонского учёного общества он был почётным членом многих научных обществ и учреждений: American Folklore Society, Греческое общество народного творчества, Кёнигсбергское учёное общество, International Society for Folk Narrative Research, Финское литературное общество, Финно-угорское общество, Общество «Калевала» в Хельсинки, Научное общество в Лунде, Королевская академия Густава Адольфа в Уппсале, Институт славистики в Праге, Варшавское научное общество. 